# ماشه (مجموعه تلویزیونی)
ماشه (انگلیسی: Trigger؛ کره‌ای: 트리거) یک مجموعهٔ تلویزیونی محصول کره جنوبی در ژانر اکشن دلهره‌آور به نویسندگی و کارگردانی کوان اوه سونگ است و با بازی کیم نام گیل و کیم یونگ کوانگ است. ماشه قرار است در ۲۵ ژوئیه ۲۰۲۵ در نتفلیکس منتشر شود.

## خلاصه داستان
در یک کشور کره جنوبیِ خیالی که در آن استفاده از اسلحه گرم ممنوع است، ماشه به افزایش قاچاق غیرقانونی سلاح و گسترش جرائم مسلحانه می‌پردازد. داستان بر محور دو مرد می‌چرخد—یکی پلیسی درستکار و دیگری قاچاقچی اسلحه‌ای زیرک—که هر یک به دلایلی کاملاً متفاوت سلاح در دست دارند.

## بازیگران

### اصلی
- کیم نام گیل در نقش لی دو[۴]

تک‌تیرانداز سابق ارتش که اکنون به عنوان افسر پلیس، در حال تحقیق دربارهٔ تجارت غیرقانونی سلاح گرم است.
- کیم یونگ کوانگ در نقش مون بِک[۴]

یک قاچاقچی مرموز اسلحه با شخصیتی دوگانه و نقشه‌ای حساب‌شده و دقیق.

### مکمل
- وو جی هیون در نقش یو جونگ ته[۵]
- جانگ دونگ جو[۶]
- پارک هون[۳]
- گیل هه یون[۳]
- کیم وون هه[۳]
- پارک یون هو

## تولید
ماشه به نویسندگی و کارگردانی کوان اوه سونگ ساخته است که پیش‌تر در فیلم نیمه‌شب (۲۰۲۱) نیز فعالیت داشته است. بودجهٔ تولید این مجموعه حدود ۳۰ میلیارد وون (معادل تقریبی ۲۲ میلیون دلار آمریکا) برآورد شده است.